# Yabu

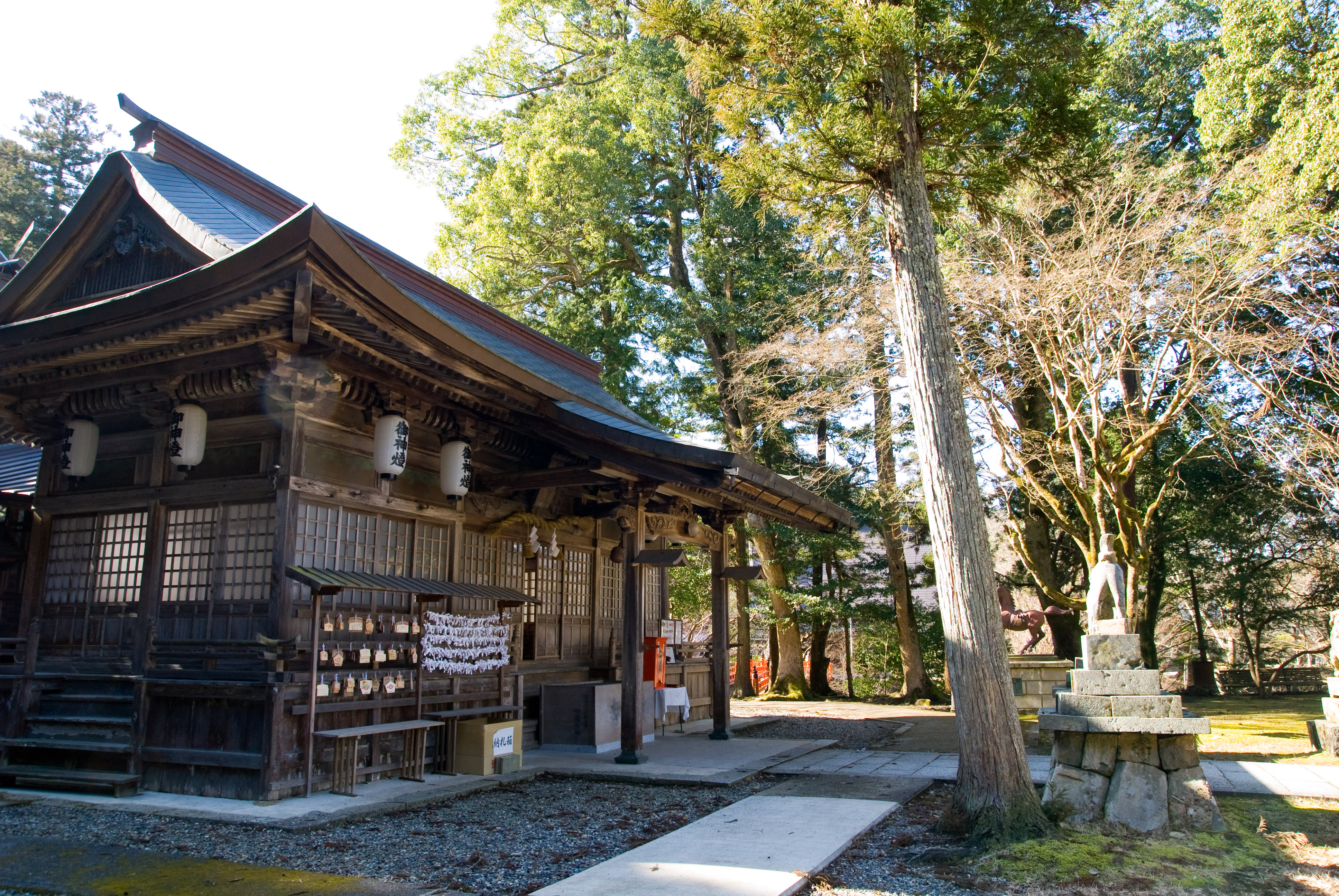

Yabu è una città giapponese della prefettura di Hyōgo.